# グイド・アドラー
グイド・アドラー（ドイツ語: Guido Adler, 1855年11月1日 – 1941年2月15日）はオーストリアの音楽学者。

## 生涯
オーストリア帝国・モラヴィア辺境伯領アイベンシュッツ（現在のチェコ領イヴァンチツェ）出身。1868年から1874年までウィーン音楽院で学んだ。主専攻はピアノで、その他に作曲と音楽理論をアントン・ブルックナーとフェリックス・オットー・デッソフに学んだ。音楽院と並行してウィーン大学にも在籍し、1878年に法学博士号を取得し、1880年には哲学博士号を取得した。
1883年にウィーン大学の音楽学の講師に就任した。1884年に『季刊音楽学』を発刊し、翌年に"Umfang, Methode und Ziel der Musikwissenschaft"（『音楽学の範囲、方法及び目標』）という論文を寄稿した。この論文は包括的な音楽学の叙述だけに留まらず、音楽学が歴史的音楽学と体系的音楽学に分類されている。さらにアドラーは体系的音楽学の中には比較音楽学が含まれるとする（比較音楽学が後に発展して現在の民族音楽学になっている）。こうしたアドラーの分類はヨーロッパから北アメリカに受け継がれて、完全に一致するわけではないが、大体において音楽史、音楽理論、民族音楽学という現在の音楽学の分類と対応する。
1885年、プラハ・カール大学に歴史と音楽理論の教授として招かれた。1898年にはエドゥアルト・ハンスリックの後任としてウィーン大学の教授となった。ウィーン大学での教え子にはアントン・ヴェーベルンらがいる。
1927年にウィーン大学を退職するが、同年に設立された国際音楽学会の名誉会長に就任するなど、1938年にナチスに禁止されるまで精力的に活動を続けた。
彼自身の専門はウィーン楽派の時代のオーストリア音楽であった。

## 評価
アドラーは実証的な音楽学を打ち立てた人物の一人であるとされている。また音楽と社会的要因との関連を認識した最初期の学者でもあった。それにより19世紀には音楽美学と伝記研究が中心だった音楽学は、より幅広いものへと発展することとなった。

## 文献
- この記事にはパブリックドメインである次の文書本文が含まれる: Beer, Moses (1901). "Adler, Guido". In Singer, Isidore [in 英語]; et al. (eds.). The Jewish Encyclopedia. Vol. 1. New York: Funk & Wagnalls. p. 195.
- Rudolf von Ficker: Adler, Guido. In: Neue Deutsche Biographie (NDB). Band 1, Duncker & Humblot, Berlin 1953, ISBN 3-428-00182-6, S. 70 (電子テキスト版).
- Georg Beck: Der Welt abhanden gekommen - Erinnerungen an Guido Adler (1855-1941); in: „Zwischenwelt. Zeitschrift für Kultur des Exils und des Widerstands“, 24. Jg. Nr. 1/2; Wien, Oktober 2007, S. 46-50. ISSN 1606-4321